# Малюк-каратист 2
Малю́к-карати́ст 2 (англ. The Karate Kid, Part II) — американський бойовик, продовження фільму «Малюк-каратист».

## Сюжет
Через шість місяців після перемоги на турнірі з карате Деніел відвідує резиденцію Наріосі Міягі. Деніел щойно повернувся з випускного балу і пояснює, що Елі покинула його, переключивши свою увагу на футболіста з Каліфорнійського університету в Лос-Анджелесі. Міягі отримує листа, в якому повідомляється, що його батько на Окінаві, Японія, помирає. Міягі розповідає свою передісторію про романтичні стосунки з жінкою на ім'я Юкіе. Однак людина на ім'я Сото хотіла спочатку одружитися з Юкіе, щоб це принесло користь його багатству і надалі підтримало село недалеко від Окінави. Сото також був колишнім учнем карате Міягі, який мав намір викликати свого колишнього вчителя на смертельний бій. Але замість того, щоб подумати про це, Міягі залишив Японію та присвятив своє нове життя Сполученим Штатам. Щоб наздогнати вмираючого батька, Міягі вирішує повернутися до Японії разом із Денієлом.
Прибувши до Японії, Деніел та Міягі зустрічають Чозена Тогучі, який, як кажуть, є племінником Сото. Чозен бере Даніеля та Міягі до села, де Сото чекає, щоб кинути виклик Міягі на смертельну битву, до якої він увесь час прагнув, але Міягі не хоче купувати якусь її частину. У селі Деніел та Міягі зустрічають Юкіе, яка знайомить їх зі своєю племінницею Юміко. Непомітно всім Сото перетворився на промисловця, і траулери спустошили рибні запаси села. Крім того, економіка села впала в ціні, внаслідок чого її мешканці зіткнулися із неймовірно низькою заробітною платою. Зрештою, Юкіе так і не вийшла заміж за Сото, сподіваючись, що Міягі повернеться і її прагнення вийти за нього заміж здійсниться.
Згодом Юкіе попереджає Міягі про погіршення здоров'я його батька, який зрештою вмирає. Сото дає Міягі три дні на жалобу перед смертельним боєм. Деніел, схоже, виявляє інтерес до Юміко, але незабаром у нього виникають підозри щодо брудних справ Чозена. Чоузен збирає команду поплічників, що призводить до численних прямих зіткнень з Деніелом та Юміко. Деніел, схоже, втрачає терпіння через витівки Чозена і просить, щоб він і Міягі повернулися до Сполучених Штатів, доки ситуація не погіршилася. Сото має намір знищити поселення, якщо Міягі відхилить пропозицію боротися не на життя, а на смерть.
Через три дні на село обрушується шторм, який змушує всіх шукати надійнішого притулку. Додзьо руйнується, і Сото опиняється в пастці, коли Деніел і Міягі втручаються, щоб допомогти йому. Коли все вже в безпеці, з дзвіниці лунають благання дитини, і Деніел йде туди, щоб допомогти дитині врятуватися. Спочатку Сото попросив Чозена допомогти дитині, але той відмовився, і Чозен втік у бурю, почуваючи себе відкинутим. Коли шторм вщух, Сото вибачився перед Міягою, маючи намір передати право власності на землю жителям села і почати відновлення.
Тієї ночі починається фестиваль, і Чоузен повертається, беручи Юміко в заручники. Деніел вирішує втрутитися, але Чозен пригнічує його. Глядачі використовують маленькі барабани, щоб озвучити розіграш, що дає Денієлу можливість змусити Чозена відпустити Юміко. Натомість Деніел щадить Чозена, який неохоче тікає, і глядачі тріумфують.

## У ролях
| Актор                | Роль                |
| -------------------- | ------------------- |
| Ральф Маккіо         | Деніел ЛаРуссо      |
| Пет Моріта           | містер Кесуке Міяґі |
| Пет Е. Джонсон       | рефері              |
| Брюс Мелмат          | ведучий             |
| Едді Сміт            | очевидець           |
| Мартін Коув          | Кріз                |
| Гарт Джонсон         | прихильник          |
| Бретт Джонсон        | прихильник          |
| Вілл Хант            | листоноша           |
| Івен Малмут          | таксист             |
| Лі Арнон             | стюардеса           |
| Сара Кендалл         | стюардеса 2         |
| Юдзі Окумото         | Чозен               |
| Джоі Міясіма         | Тошио               |
| Денні Камекона       | Сато                |
| Реймонд Ма           | таксист на Окінаві  |
| Джордж О'Хенлон мол. | солдат              |
| Темлін Томіта        | Куміко              |
| Нобу МакКарті        | Юккі                |
| Чарлі Танімото       | батько Міягі        |
| Тсуруко Оші          | дівчина             |
| Арсеніо Трінідад     | Іширо               |
| Марк Хаясі           | Таро                |